# کارابیکویبا
کارابیکویبا (به پرتغالی: Carapicuíba) یک شهر و شهر و شهرداری در برزیل است که در ایالت سائو پائولو واقع شده‌است. کارابیکویبا ۳۴٫۵۵ کیلومتر مربع مساحت و ۳۹۲٬۲۹۴ نفر جمعیت دارد.

## خواهرخوانده
شهر مناجیو خواهرخواندهٔ کارابیکویبا هست.